# جزيرة كيتابانغ
جزيرة كيتابانغ وهي جزيرة من جزر إندونيسيا، وتقع في إقليم جاوة الشرقية.